# Getand probleemspinnetje
Het getand probleemspinnetje (Meioneta fuscipalpa) is een spinnensoort in de taxonomische indeling van de hangmatspinnen (Linyphiidae).
Het dier behoort tot het geslacht Meioneta. De wetenschappelijke naam van de soort werd voor het eerst geldig gepubliceerd in 1836 door Carl Ludwig Koch.